# فيليشيو براون فوربس
فيليشيو براون فوربس مواليد 28 أغسطس 1991 في برلين، هو لاعب كرة قدم كوستاريكي يلعب مع نادي روستوف كمدافع. مثّل منتخب كوستاريكا لكرة القدم.

## المسيرة الاحترافية

### أندية لعب لها
- نادي نورمبرغ
- نادي أوفا
- نادي روستوف

## روابط خارجية
- فيليشيو براون فوربس على موقع قاعدة بيانات كرة القدم.إي يو (الإنجليزية)
- فيليشيو براون فوربس على موقع بيانات كرة القدم. دي إي (الألمانية)
- فيليشيو براون فوربس على موقع ناشيونال فوتبول تيمز (الإنجليزية)
- فيليشيو براون فوربس على موقع Soccerway.com (الإنجليزية)
- فيليشيو براون فوربس على موقع عالم كرة القدم.نت (الإنجليزية)